# 게렉 마인하트
게렉 린 마인하트(영어: Gerek Lin Meinhardt, 1990년 7월 27일~)는 미국의 펜싱 선수이다. 주 종목은 플뢰레이다.

## 생애
마인하트는 커트와 제인 마인하트 사이에서 난 두 명의 자식들 중 하나이다. 그의 어머니는 대만 출신이다. 그는 샌프란시스코의 릭윌머딩 고등학교를 2년동안 다닌 뒤 홈스쿨링으로 고등학교 과정을 마쳤다. 그는 노터데임 대학교에 펜싱 장학생으로 입학하였고, 경제학을 전공하며 학교의 펜싱팀을 대표했다.
그는 9세 때 올림픽 출전 경험이 있는 알렉산더 마시알라스의 아버지 그레그 마시알라스의 프로그램에 참가하며 펜싱에 입문하였고, 마인하트는 프로그램 참가 1년 만에 주니어 국가대표에 차출되었다. 2007년, 16세가 된 그는 미국 선수권 대회 역대 최연소 남자 플뢰레 부문 챔피언이 되었다.
당시 세계랭킹 16위였던 그는 베이징에서 열린 2008년 하계 올림픽에 참가하였다. 그는 베이징 대회 최연소 선수였고, 미국 올림픽 펜싱 역사상 최연소 선수였다.
파리에서 열린 2010년 세계 펜싱 선수권 대회 대회의 남자 플뢰레 개인 부문에서 그는 동메달을 획득하였다.
그는 2012년 미국 선수권 대회에서 우승 후 2012년 하계 올림픽에서 남자 플뢰레 단체전의 교체요원으로 참가하였다.